# Андреєв Павло Захарович
Павло Захарович Андреєв (25 лютого 1874 — 15 вересня 1950) — російський оперний співак (бас-барітон), народний артист СРСР.
Народився в Петербурзькій губернії. Освіту отримав в Петербурзькій консерваторії. В 1909–1948 роках працював в Маріїнському (Ленінградському) театрі, В 1919–28 і 1934–50 роках викладав в Ленінградській консерваторії.